# Ottone II di Meißen
Ottone II di Meißen detto il Ricco (1125 – Nossen, 18 febbraio 1190) fu margravio di Meißen dal 1156 fino alla sua morte.

## Biografia
Era il figlio maggiore sopravvissuto di Corrado il Grande, e di sua moglie, Liutgarda di Elchingen. Quando suo padre, sotto la pressione dell'imperatore Federico Barbarossa, si ritirò ed entrò nel convento agostiniano di Lauterberg nel 1156, Ottone gli succedette come margravio di Meißen mentre i suoi fratelli minori Teodorico e Dedi ricevettero la marca di Lusazia e la contea di Groitzsch con Rochlitz.
La partizione significò un indebolimento del dominio Wettin e la politica imperiale di Ottone rimase piuttosto inefficace. Rimase a guardare l'estensione del potere dell'imperatore nel territorio del Pleissnerland intorno ad Altenburg, Chemnitz e Zwickau; inoltre fu coinvolto una lite infruttuosa con i burgravi in ascesa di Dohna nei Monti Metalliferi orientali. Insieme all'arcivescovo Wichmann di Magdeburgo si unì alla spedizione dell'imperatore Federico contro il ribelle duca sassone Enrico il Leone nel 1179, tuttavia, non riuscì a trarre vantaggio dalla sua caduta.
Le politiche interne ebbero più successo: intorno al 1165 conferì ai cittadini di Lipsia, privilegi cittadini e fondò la chiesa di San Nicola. Fondò anche l'abbazia di Altzella nelle tenute Miriquidi sulle pendici dei Monti Metalliferi che aveva ricevuto dall'imperatore, dove fu scoperto giacimenti d'argento vicino a Christiansdorf nel 1168. La nuova città mineraria di Freiberg e le sue entrate divennero presto una delle fonti di reddito più importanti del margravio, tanto da guadagnarsi il successivo epiteto il Ricco.

## Morte
Nei suoi ultimi anni, Ottone dovette far fronte a feroci litigi ereditari tra i suoi figli Alberto e Teodorico. Il margravio preferì il figlio minore Teodorico e a sua volta fu catturato e arrestato da Alberto, che era sostenuto dal fratello di Ottone, Dedi III e da suo figlio Corrado. L'imperatore Federico impose il suo rilascio dalla detenzione, tuttavia Alberto poté far valere le sue pretese e successe a suo padre come margravio. La faida fraterna, tuttavia, durò fino alla morte improvvisa di Alberto (presumibilmente avvelenata) nel 1195.

## Matrimonio
Ottone sposò Edvige di Brandeburgo (1140-fine marzo 1203), figlia di Alberto I di Brandeburgo, dalla quale ebbe quattro figli:
- Alberto I di Meißen (1158-1195)[1], che sposò Sofia di Boemia;
- Adelaide (1160-1211), che sposò Ottocaro I di Boemia[3] ed ebbero quattro figli;
- Teodorico (1162-1221)[1], che sposò Jutta di Turingia[4] ed ebbero cinque figli;
- Sofia, sposò il duca Oldřich di Olomouc.

## Ascendenza
|                         |   |                            | Genitori               |  |  | Nonni |  |  | Bisnonni               |  |  | Trisnonni        |  |
|                         |   |                            |                        |  |  |       |  |  | Teodorico I di Lusazia |  |  | Dedi I di Wettin |  |
|                         |   |                            |                        |  |  |       |  |  | Teodorico I di Lusazia |  |  | Dedi I di Wettin |  |
|                         |   | Thietburga di Haldensleben |                        |  |  |       |  |  | Teodorico I di Lusazia |  |  |                  |  |
| Thimo di Wettin         |   |                            |                        |  |  |       |  |  | Teodorico I di Lusazia |  |  |                  |  |
|                         |   | Matilde di Meißen          | Eccardo I di Meißen    |  |  |       |  |  |                        |  |  |                  |  |
|                         |   | Matilde di Meißen          | Eccardo I di Meißen    |  |  |       |  |  |                        |  |  |                  |  |
|                         |   | Matilde di Meißen          | Swanehilde di Sassonia |  |  |       |  |  |                        |  |  |                  |  |
| Corrado di Meißen       |   | Matilde di Meißen          |                        |  |  |       |  |  |                        |  |  |                  |  |
|                         |   | Ottone di Northeim         | Bernardo di Northeim   |  |  |       |  |  |                        |  |  |                  |  |
|                         |   | Ottone di Northeim         | Bernardo di Northeim   |  |  |       |  |  |                        |  |  |                  |  |
|                         |   | Ottone di Northeim         | Eilika                 |  |  |       |  |  |                        |  |  |                  |  |
| Ida di Northeim         |   | Ottone di Northeim         |                        |  |  |       |  |  |                        |  |  |                  |  |
|                         |   | Richenza di Svevia         | Ottone II di Svevia    |  |  |       |  |  |                        |  |  |                  |  |
|                         |   | Richenza di Svevia         | Ottone II di Svevia    |  |  |       |  |  |                        |  |  |                  |  |
|                         |   | Richenza di Svevia         | …                      |  |  |       |  |  |                        |  |  |                  |  |
| Ottone II di Meißen     |   | Richenza di Svevia         |                        |  |  |       |  |  |                        |  |  |                  |  |
|                         | … | …                          |                        |  |  |       |  |  |                        |  |  |                  |  |
|                         | … | …                          |                        |  |  |       |  |  |                        |  |  |                  |  |
|                         | … | …                          |                        |  |  |       |  |  |                        |  |  |                  |  |
| Adalberto di Ravenstein | … |                            |                        |  |  |       |  |  |                        |  |  |                  |  |
|                         |   | …                          | …                      |  |  |       |  |  |                        |  |  |                  |  |
|                         |   | …                          | …                      |  |  |       |  |  |                        |  |  |                  |  |
|                         |   | …                          | …                      |  |  |       |  |  |                        |  |  |                  |  |
| Liutgarda di Elchingen  |   | …                          |                        |  |  |       |  |  |                        |  |  |                  |  |
|                         |   | …                          | …                      |  |  |       |  |  |                        |  |  |                  |  |
|                         |   | …                          | …                      |  |  |       |  |  |                        |  |  |                  |  |
|                         |   | …                          | …                      |  |  |       |  |  |                        |  |  |                  |  |
| Berta di Boll           |   | …                          |                        |  |  |       |  |  |                        |  |  |                  |  |
|                         |   | …                          | …                      |  |  |       |  |  |                        |  |  |                  |  |
|                         |   | …                          | …                      |  |  |       |  |  |                        |  |  |                  |  |
|                         |   | …                          | …                      |  |  |       |  |  |                        |  |  |                  |  |
|                         |   | …                          |                        |  |  |       |  |  |                        |  |  |                  |  |